# 154P/Брюингтона
Комета Брюингтона (154P/Brewington) — короткопериодическая комета из семейства Юпитера, которая была открыта 28 августа 1992 года американским астрономом Говардом Дж. Брюингтоном с помощью своего 40-сантиметрового телескопа. Она была описана как «очень маленький и рассеянный объект» 10,0 m звёздной величины. Комета обладает сравнительно коротким периодом обращения вокруг Солнца — чуть менее 10,8 года.

Орбита кометы Брюингтона и её положение в Солнечной системе

## История наблюдений
Первая параболическая орбита была рассчитана 1 сентября британским астрономом Брайаном Марсденом на основании 11 позиций кометы, полученных в период с 28 августа по 31 августа. Эти расчёты указывали дату перигелия 20 июня 1992 года и обладали большой неопределённостью, позволявшей, тем не менее, предполагать, что комета движется по короткопериодической орбите. Но чтобы установить это точно требовались наблюдения за более длительный отрезок времени. К 27 сентября, взяв за основу 18 наблюдений, проведённых в течение месяца после открытия кометы, Марсден рассчитал и эллиптическую орбиту, которая после всех уточнений определяла дату прохождения кометой перигелия 7 июня, а период обращения равным 10,72 года. На момент открытия комета уже прошла перигелий и удалялась от Солнца, постепенно угасая: 29 августа магнитуду кометы оценивали в 11,3 m. Японский астроном Цутому Сэки оценивал размер её комы в тот период в 3,5 ' угловых минуты, а длину хвоста в 5 ' угловых минут. К 5 октября яркость кометы опустилась до 16,0 m, а к концу года — до 17,0 m. В 1993 году за кометой следили ещё на протяжении трёх месяцев, вплоть до 30 марта, тогда её яркость оценивалась в 19,9 m.
12 мая 2000 года японский астроном Сюити Накано опубликовал уточнённую орбиту кометы, основанную на 82 позициях, полученных в период с 28 августа 1992 года по 30 марта 1993 года и, применив возможные возмущения со стороны планет-гигантов, а также крупных астероидов, предсказал следующее возвращение кометы в перигелий 18 февраля 2003 года. Благодаря этим расчётам комета была успешно восстановлена задолго до указанной даты, — 26 августа 2002 года командой уругвайских астрономов в составе Фернанда Артигью, Герберта Кукурулло и Гонсало Танкреди из обсерватории Молиноса. Она была описана как диффузный объект 16,8 m звёздной величины с комой в 20 ' угловых минут и конденсацией в центре. Текущее положение кометы указывало на необходимость корректировки орбиты всего на 0,53 суток. Ожидалось, что максимальная магнитуда кометы в 2003 году достигнет 10,5 m, но астрономы, наблюдавшие за кометой в конце февраля и начале марта сообщили о магнитудах в диапазоне лишь от 11,5 до 12,5 m. На протяжении всего периода наблюдений в 2003 году комета оставалась маленькой и слабо сконденсированной.